# Heffners/Ortvikens IF
Heffners/Ortvikens IF, HOIF, är en svensk idrottsförening från Sundsvall som bildades 1898, ursprungligen som Heffners IF. Namnet Heffners kommer från Heffners sågverk och dess ägare Per Fredrik Heffner.
Föreningen bedriver idag ingen aktiv verksamhet. Fram till 2010 bedrev klubben fotboll på programmet men drog sig ur spel i division IV Medelpad på grund av dålig ekonomi. Fotbollslaget spelade sina hemmamatcher på Granlivallen men har även spelat matcher på Norrporten Arena. I fotboll har klubben som bäst en säsong i gamla division III (motsvarande dagens division 1 i fotboll) där klubben slutade 12:a och jumbo 1977.

## Ishockey och bandy
Den mest framgångsrika lagidrotten historiskt i HOIF är ishockeyn. HOIF var en av de första klubbar som bedrev ishockey i Medelpad tillsammans med GIF Sundsvall och föregångarna till dagens Timrå IK; Östrands IF och Wivstavarvs IK. HOIF spelade många säsonger i näst högsta serien och spelade 1970/1971 en säsong i högsta serien. Hemmamatcherna spelades i Gärdehallen i Sundsvall. 1976 skedde en utbrytning av Heffners ishockeyverksamhet från moderklubben följt av en omedelbar sammanslagning med dåvarande Tunadals IF till Sundsvall/Tunadals IF, en klubb som idag är namnändrad till IF Sundsvall Hockey. Några år efteråt återuppstartades ishockey i Heffners/Ortvikens regi. Laget nådde därefter som bäst kvalet till dåvarande näst högsta serien och kvalificerade sig för division 1 i ishockey 1990 men tackade nej till platsen. Sedan 1996 är ishockeyverksamheten slumrande. Heffners har även haft ett lag i bandy som, som bäst, spelat i näst högsta serien. Även bandysektionen är vilande.
Säsonger i ishockey
Nedan finns en översikt över HOIF:s säsonger i de två högsta divisionerna. För mer detaljer se säsongernas artiklar.
| Säsong                              | Division            | Placering   | Playoff/Kval                            |
| Heffners IF                         | Heffners IF         | Heffners IF | Heffners IF                             |
| ----------------------------------- | ------------------- | ----------- | --------------------------------------- |
| 1959/1960                           | Division II Norra B | 4           |                                         |
| 1960/1961                           | Division II Norra B | 7           | nerflyttade                             |
| Heffners/Ortvikens IF               |                     |             |                                         |
| 1961/62 spelade man i Division III. |                     |             |                                         |
| 1962/1963                           | Division II Norra B | 8           | nerflyttade                             |
| 1961/62 spelade man i Division III. |                     |             |                                         |
| 1964/1965                           | Division II Norra B | 3           |                                         |
| 1965/1966                           | Division II Norra B | 3           |                                         |
| 1966/1967                           | Division II Norra B | 6           |                                         |
| 1967/1968                           | Division II Norra B | 2           |                                         |
| 1968/1969                           | Division II Norra B | 3           |                                         |
| 1969/1970                           | Division II Norra B | 1           | 1:a i kvalserien, uppflyttade           |
| 1970/1971                           | Division I Norra    | 8           | 3:a i kvalificeringsserien, nerflyttade |
| 1971/1972                           | Division II Norra B | 2           |                                         |
| 1972/1973                           | Division II Norra B | 3           |                                         |
| 1973/1974                           | Division II Norra B | 2           |                                         |
| 1974/1975                           | Division II Norra B | 2           |                                         |
| 1975/1976                           | Division I Norra    | 8           |                                         |

## Konståkning
Konståkningen bröt sig ut 2000 under namnet Sundsvalls konståkningsklubb. Under HOIF-tiden hade föreningen åkare på hög nivå bland både damer och herrar och även i paråkning.
Raymond Wiklander var aktiv både inom och utom landet och var svensk mästare 6 gånger mellan åren 1959-64. Han tog även SM-brons 5 gånger tillsammans med Gun Jonsson 1958-61 i paråkning. På dam sidan fanns Ulla Nedegård som tog SM-brons 1958 och 60 samt silver 59. Raymond deltog även i EM 1960 och kom där på en 20:e plats. I nordiska mästerskapen så deltog Raymond 1960-64 och tog brons samtliga gånger.
HOIF har arrangerat SM två gånger 1958 i Skönsberg och 1975 i Sundsvall.